# Марія Шибаєва
Марія Шибаєва (лит. Marija Šibajeva; нар. 10 квітня 2002, Клайпеда, Литва) — литовська шахістка, чемпіонка Литви з шахів (2019), майстер ФІДЕ серед жінок (2018).

## Біографія та спортивні досягнення
Вихованка шахової школи міста Клайпеда. Багаторазова переможниця юнацьких чемпіонатів Литви з шахів серед дівчат у різних вікових групах:
- у 2010 році у віковій групі U10[1] ,
- в 2013 році у віковій групі U14[2] ,
- в 2014 році у віковій групі U12[3] ,
- в 2015 році у віковій групі U12[4] ,
- в 2016 році у віковій групі U14[5] ,
- в 2018 році у віковій групі U16[6] .

Багаторазово представляла Литву на юнацьких чемпіонатах Європи і на юнацьких чемпіонатах світу з шахів серед дівчат у різних вікових групах. У загальному підсумку кращий результат Марія показала в 2012 році у Празі на юнацькому чемпіонаті Європи, де посіла 15-те місце у віковій групі U10 серед дівчат.
Марія Шибаєва також займала призові місця в чоловічих чемпіонатах Клайпеди з шахів: в 2016 вона була другою, а в 2018 і в 2019 році посіла 3-тє місце.
У 2017 році в Ризі брала участь в чемпіонаті Європи з шахів серед жінок.
У 2019 Марія Шибаєва перемогла в чемпіонаті Литви з шахів серед жінок.
Представляла Литву на шаховій олімпіаді (2018).